# Chabichou du Poitou
Chabichou du Poitou är en fransk chèvre, getost, från Poitou. Den görs på opastöriserad getmjölk. Poitou är Frankrikes viktigaste område för getskötsel och osten har omnämnts sedan 1700-talet. Den är svagt toppig i formen med en diameter på 6 centimeter i botten 5 centimeter i toppen och en höjd på 6 centimeter. Den har en tunn skorpa av vitmögel, gulmögel och grönmögel. Osten pressas eller upphettas inte och har ett jämnt innandöme, så kallad paté.